# Groupe Holder
Groupe Holder — французская группа компаний, занятых в производстве и продаже хлебобулочных изделий. Штаб-квартира расположена в городе Марк-ан-Барёль близ Лилля.

## История
В 1889 году Шарльманье Майё (фр. Charlemagne Mayot) приобрёл пекарню в городе Круа. В 1908 году управление пекарней перешло к его сыну Эдмону. В 1935 году дочь Эдмона, Сюзанна Майё, вышла замуж за Жульена Холдера, также пекаря. В 1953 году была куплена пекарня семьи Поль (фр. Paul); это название было использовано для сети магазинов. В 1955 году в семейной компании начал работать Франсис Холдер, сын Сюзанны и Жульена Холдера.
В 1965 году рядом с пекарней Холдера открылся торговый центр Nouvelles Galeries, и пекарня стала для него поставщиком хлебобулочных изделий. Вскоре пекарня стала снабжать хлебом развивающиеся торговые и гостиничные сети, такие как Auchan, Monoprix и Accor. В 1970 году был открыт хлебзавод Moulin Bleu в городе Ла-Мадлен. В начале 1970-х годов старая пекарня была переоборудована в магазин Paul, вскоре было открыто ещё 2 таких магазина в Лилле, а в 1974 году — первый в Париже. К концу 1980-х годов сеть Paul насчитывала 120 точек.
В 1993 году была куплена кондитерская Ladurée в Париже, основанная в 1862 году и специализировавшаяся на печенье макарон. В 2000 году в Лондоне открылся первый зарубежный магазин Paul. В 2007 году был открыт хлебзавод в Марк-ан-Барёле, включавший полностью автоматизированную линию по производству макаронов; это позволило начать продажу этих кондитерских изделий через сети Ladurée и Paul, а также в McCafé (сети кафе, принадлежащей McDonald’s).
Из-за больших убытков во время пандемии коронавируса группа в 2021 году вынуждена была продать сеть кондитерских Ladurée, которая к тому времени насчитывала более 85 точек в 50 странах; её купил Стефан Курби, основатель медиагруппы Banijay.

## Собственники и руководство
- Франсис Холдер (Francis Holder, род. 28 июля 1940 года) — владелец и председатель совета директоров[8].
- Максим Холдер (Maxime Holder, род. 21 августа 1969 года) — генеральный директор, сын Франсиса.

## Деятельность

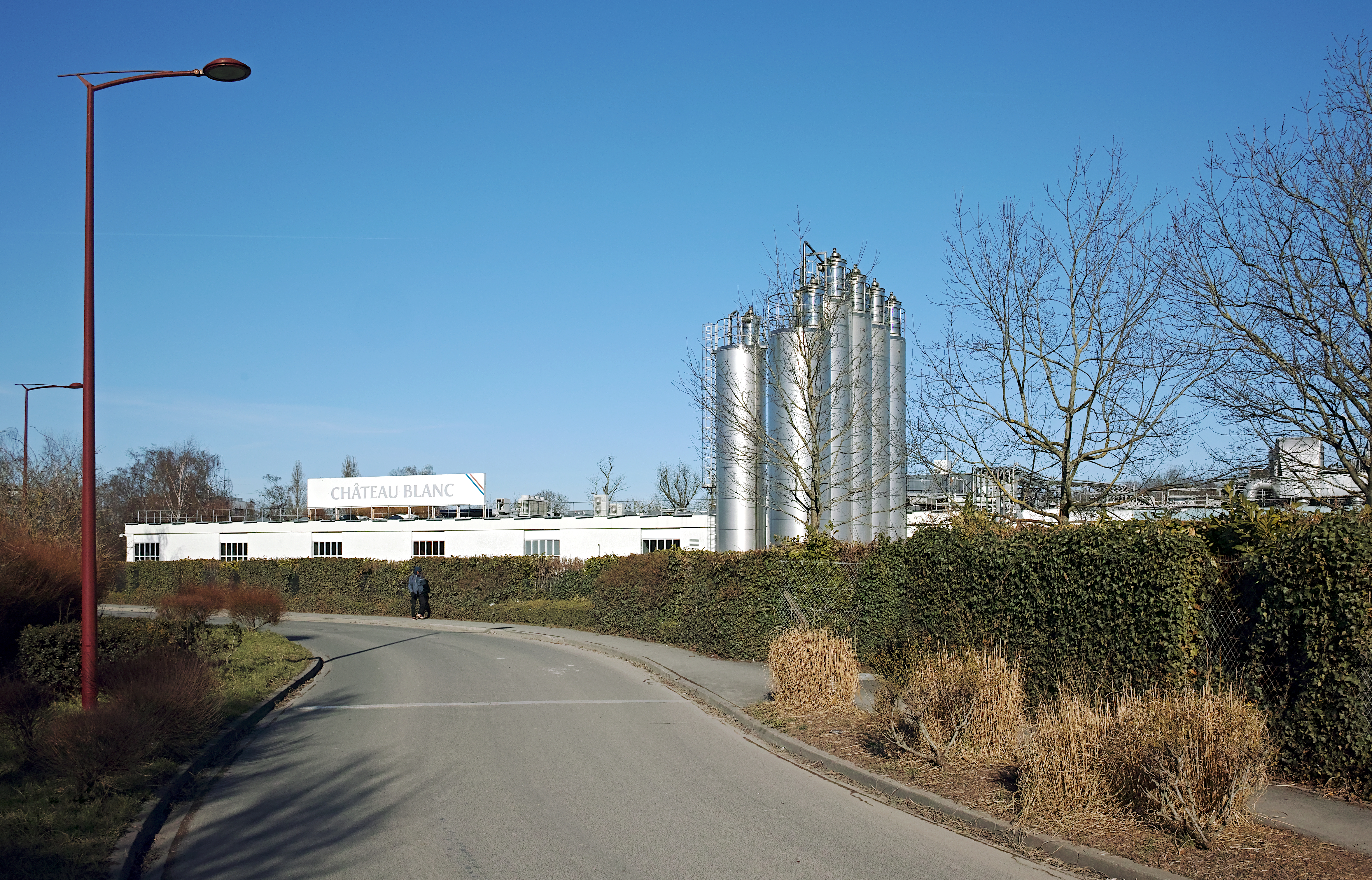
Хлебобулочный завод Château Blanc в Марк-ан-Барёль

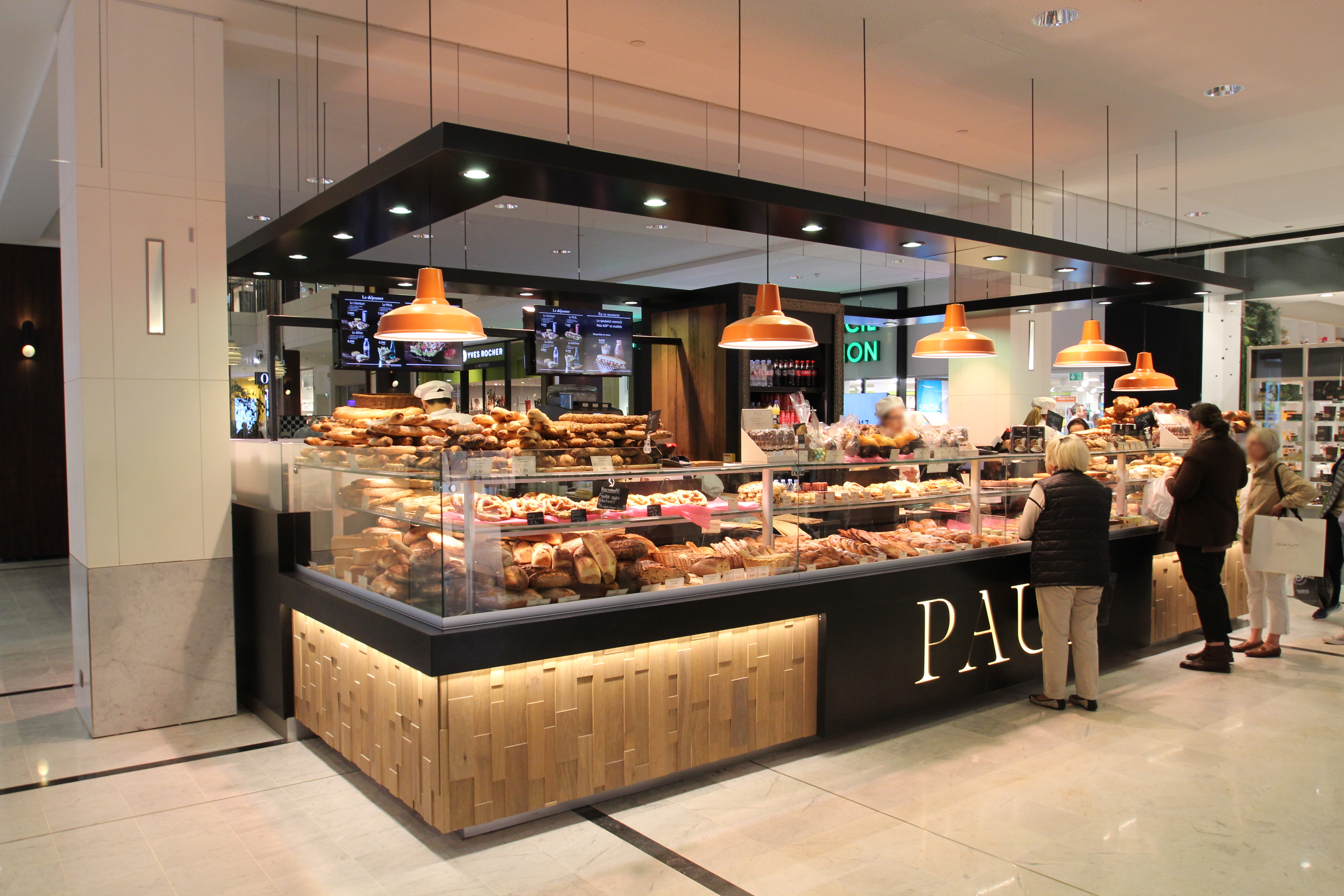
Торговый стенд Paul в Ле-Шене

Группа Holder производит хлебобулочные и кондитерские изделия, которые продаёт через собственную розничную сеть, а также поставляет в сети супермаркетов, ресторанов и отелей. Основная часть зарубежных торговых точек работает по договору франчайзинга.
Подразделения:
- Château Blanc — производство хлеба, выпечки и кондитерских изделий на трёх заводах на севере Франции (Марк-ан-Барёль, Ла-Мадлен и Тиллуа-ле-Мофлен[фр.])[9];
- Paul — розничная сеть (магазины, рестораны, стенды), которая в 2022 году насчитывала 787 торговых точек в 51 стране мира[10].
- Panétude — проектирование оформления магазинов;
- Pandéco — столярная мастерская, производящая мебель и другие элементы оформления магазинов.
- IFH — институт по подготовке персонала.